# Callipia intermedia
Callipia intermedia là một loài bướm đêm trong họ Geometridae.